# Argonia
Argonia és una població dels Estats Units a l'estat de Kansas. Segons el cens del 2000 tenia 534 habitants.

## Demografia
Segons el cens del 2000, Argonia tenia 534 habitants, 225 habitatges, i 146 famílies. La densitat de població era de 317,2 habitants per km².
Dels 225 habitatges en un 25,8% hi vivien nens de menys de 18 anys, en un 54,7% hi vivien parelles casades, en un 8,9% dones solteres, i en un 34,7% no eren unitats familiars. En el 34,2% dels habitatges hi vivien persones soles el 22,7% de les quals corresponia a persones de 65 anys o més que vivien soles. El nombre mitjà de persones vivint en cada habitatge era de 2,37 i el nombre mitjà de persones que vivien en cada família era de 3,04.
Per edats la població es repartia de la següent manera: un 26,4% tenia menys de 18 anys, un 6,9% entre 18 i 24, un 22,5% entre 25 i 44, un 21,7% de 45 a 60 i un 22,5% 65 anys o més.
L'edat mediana era de 41 anys. Per cada 100 dones de 18 o més anys hi havia 92,6 homes.
La renda mediana per habitatge era de 30.125 $ i la renda mediana per família de 38.625 $. Els homes tenien una renda mediana de 30.938 $ mentre que les dones 19.688 $. La renda per capita de la població era de 16.060 $. Entorn del 8,9% de les famílies i el 8,8% de la població estaven per davall del llindar de pobresa.

## Poblacions més properes
El següent diagrama mostra les poblacions més properes.